# Micah Jenkins

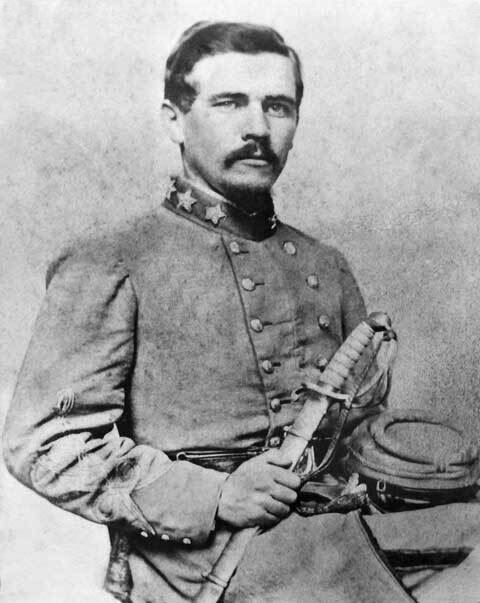
Micah Jenkins

Micah Jenkins (* 1. Dezember 1835 auf Edisto Island, South Carolina; † 6. Mai 1864 während der Schlacht in der Wilderness) war Brigadegeneral des konföderierten Heeres während des Sezessionskrieges.

## Vor dem Bürgerkrieg
Micah Jenkins wurde als dritter Sohn von John Jenkins III. und dessen Frau Elizabeth, einem reichen Baumwollpflanzer auf Edisto Island, geboren. 1851 meldeten ihn seine Eltern zur Ausbildung an der elitären Citadel Military Academy in Charleston, South Carolina an, die er als Klassenbester 1854 abschloss. Jenkins gründete mit Unterstützung seines Mitschülers und Freundes Asbury Coward im Januar 1855 die Kings Mountain Military School in Yorkville, South Carolina, die die Schüler auf das Studium an der Citadel vorbereitete. Als John Brown 1859 Harpers Ferry überfiel, hob Jenkins deswegen in Yorkville eine Milizkompanie aus, die Jasper Guards oder Jasper Rifle Guards genannt wurde und zu deren Chef er sich wählen ließ. 1860 erhielt die Kompanie den Namen Jasper Light Infantry. Sie bildete ab 1861 den Kern des 5. South Carolina Infanterieregiments, das hauptsächlich aus Männern des South Carolina Piedmonts aufwuchs und am 14. April 1861 in Dienst gestellt wurde. Micah Jenkins wurde zum Kommandeur des 1200 Mann starken Regiments ernannt und zum Oberst der Freiwilligen befördert.
Im Alter von 20 Jahren wurde Jenkins in der Episkopalen Kirche in Yorkville konfirmiert. Zeit seines Lebens blieb er tiefreligiös. Die Bibel und sein Gebetbuch führte er immer mit sich; und immer, wenn er Zeit dazu fand, las er in ihnen. Jenkins heiratete am 3. Juli 1856 die 19-jährige Caroline Jamison aus Orangeburg, South Carolina, die Tochter David Flavel Jamisons, und hatte fünf Kinder mit ihr.

## Bürgerkrieg
Das Regiment wurde der Brigade von Brigadegeneral David Rumph Jones’ unterstellt. Die Feuertaufe erhielt das Regiment am 21. Juli 1861 während der Ersten Schlacht am Bull Run. Es war auf dem rechten Flügel eingesetzt und hatte nur wenig Feindberührung. Ende 1861 wurde Jenkins mit der Führung dieser Brigade beauftragt und der Division Generalmajor Richard Heron Andersons unterstellt.
Nach Ablauf der einjährigen Verpflichtungszeit wurde das 5. South Carolina Infanterieregiment am 13. April 1862 aufgelöst, dessen Kommandeur Jenkins nach wie vor war. Er erhielt den Auftrag, ein Scharfschützenregiment mit dem Namen Palmetto Sharpshooters aufzustellen, dessen Kommandeur er wurde. Wieder wurde Jenkins mit der Führung der Brigade beauftragt. Er führte sie während der Schlacht von Williamsburg. Auch in der Schlacht von Seven Pines, bei der er am Knie verletzt wurde, und während der Sieben-Tage-Schlacht führte Jenkins die Brigade. Am 27. Juni desselben Jahres führte er bei Kämpfen am Chickahominy River eine Schleife um die feindliche Flanke und griff im Nebel das 16th Michigan Regiment an, welches er mit einem großen Aufgebot an Soldaten dezimierte und dessen Fahne eroberte. Für dieses Meisterstück wurde Jenkins die Einverständniserklärung des Kriegsministers gegeben, die eroberte Regimentsfahne dem Gouverneur von South Carolina zu präsentieren. Am 22. Juli 1862 wurde er nach weiteren Gefechten zum Brigadegeneral ernannt und führte seine Brigade in der Zweiten Schlacht am Bull Run an. Während eines Gefechts wurde er am Bauch verletzt und musste eine zweimonatige Ruhepause einlegen. Nach der Genesung war er am 14. Dezember 1862 mit seiner Brigade geringfügig an der Schlacht von Fredericksburg beteiligt, diesmal unter dem Divisionskommandant George Edward Pickett. Später, vom 16. April bis zum 3. Mai 1863 war er an der Belagerung von Suffolk beteiligt und hielt sich dort auch während der Schlacht von Gettysburg. Später wurden er und seine Brigade als Teil von James Longstreets I. Korps der Army of Northern Virginia nach Tennessee beordert, wo sie am 28. Oktober 1863 in heftige Kämpfe gegen zahlenmäßig überlegene Unionstruppen verwickelt wurden. Jenkins führte seine Männer auch erfolgreich an, als sie von hinten durch große feindlichen Verbänden angegriffen wurden. Er konnte seine Truppe sogar erfolgreich zurückziehen. Wieder zusammen mit Longstreet marschierte er nach Osttennessee, wo er am 16. November 1863 in der Schlacht an der Campbell Station entscheidend an der Führung des rechten Flügels mitwirkte und schließlich auch noch an der Belagerung von Knoxville zwischen dem 17. November und 4. Dezember mitwirkte. Auf dem Rückmarsch wurde Jenkins’ neuer Divisionskommandant General Charles William Field.
Am 5. Mai 1864 begann die Schlacht in der Wilderness, einem dicht bewachsenen Urwald im nordöstlichen Virginia. Zunächst ließ Longstreet Jenkins auf der rechten Flanke mit seiner Brigade in Reserve. Um etwa 10 Uhr des 6. Mai wurden General Martin Luther Smith und andere Offiziere ausgesandt, um die Position des Feindes zu überprüfen. Sie meldeten nach ihrer Rückkehr, dass der Feind seine linke Flanke ausweitete. Die feindliche Flanke wurde daraufhin von vorne und von hinten attackiert und erfolgreich abgedrängt. Longstreet ordnete für alle Truppen den Vorstoß an und machte sich auch selbst an der Spitze einer Kolonne auf den Weg. An seiner Seite ritten auch Jenkins und andere Stabsoffiziere. Dabei soll Micah Jenkins gesagt haben, dass sie die Feinde sicher bis zur Nacht über den Fluss zurückgedrängt haben würden. Kaum hatte er geendet, tauchten jene Brigaden auf, die zuvor das Flankenmanöver durchgeführt hatten und sich nun rund 50 Meter parallel vom Weg entfernt aufgestellt hatten. Ein Teil dieser Truppen feuerte einen Kugelhagel auf die Kolonne ab, denn sie hatten sie für feindliche Truppen gehalten. Als sie das Feuer wieder einstellten, lagen tote und verwundete Männer auf der Straße. Darunter Longstreet, der ernsthaft verletzt worden war und Micah Jenkins, der einen Kopfschuss erlitten hatte. Major C. Haskell, ein Mitglied von Longstreets Stab, erinnerte sich, dass Jenkins seine Männer noch angespornt und sie beschwört hatte, den Feind in den Fluss zu fegen. Nach einer Weile wurde er zu schwach, um weiter zu sprechen. Halb wach und die Männer um sich herum kaum wahrnehmend, verstarb er etwa sechs Stunden später bei Sonnenuntergang in der Krankenstube. Er ließ seine Frau Caroline Jamison zusammen mit vier kleinen Kindern zurück.
Der Brigadegeneral wurde in Summerville in South Carolina beerdigt, dann aber 1881 nach Magnolia Cemetery in Charleston gebracht.

## Gedenken
Die South Carolina Military Academy errichtete zu Ehren Micah Jenkins ein Denkmal aus Granit, auf dessen Vorderseite „Jenkins“ zu lesen ist. Vor dem Monument liegt das Grab des Generals und seiner Frau Carolina.